# Guinarthe-Parenties
Guinarthe-Parenties är en kommun i departementet Pyrénées-Atlantiques i regionen Nouvelle-Aquitaine i sydvästra Frankrike. Kommunen ligger i kantonen Sauveterre-de-Béarn som tillhör arrondissementet Oloron-Sainte-Marie. År 2022 hade Guinarthe-Parenties 225 invånare.

## Befolkningsutveckling
Antalet invånare i kommunen Guinarthe-Parenties
| Referens: INSEE |